# Arnoldiella
Arnoldiella — рід грибів. Назва вперше опублікована 1984 року.

## Класифікація
До роду Arnoldiella відносять 1 вид:
- Arnoldiella robusta